# Lernaeodiscus triangularis
Lernaeodiscus triangularis is een krabbezakjessoort uit de familie van de Lernaeodiscidae. De wetenschappelijke naam van de soort is voor het eerst geldig gepubliceerd door Lützen.